# Aimé Cazal
Pour les articles homonymes, voir Cazal.
Aimé Cazal (né le 20 mai 1897 à Saint-Privat-de-Vallongue (Lozère), mort le 1er décembre 1985 à Agde (Hérault)) est un spéléologue français. 
Il est surtout connu pour ses actions en faveur d'un tourisme local, axé sur la grotte de Bramabiau, dont il fut administrateur. Il fut aussi, dans la lignée  d'Édouard-Alfred Martel, le promoteur de la valorisation des Causses.

## Biographie
Aimé Cazal est né en 1897 ; il est décédé en 1995.
Il était chirurgien-dentiste et médecin généraliste. 

## Activités spéléologiques
Dans le domaine de la spéléologie, il fut administrateur de la grotte de Bramabiau, autour de laquelle il promut le tourisme. En 1929, il imagina la disparition fictive de trois étudiants dans cette grotte afin d'y attirer les journalistes.
Il reçut les conseils directs d'Édouard-Alfred Martel. Il accompagna ce dernier dans la grotte de Dargilan, dont il était aussi administrateur, en 1925.

## Sources
- « Les grandes figures disparues de la spéléologie française », Spelunca (Spécial Centenaire de la Spéléologie), no 31,‎ juillet-septembre 1988, p. 40
- Delanghe, Damien, Médailles et distinctions honorifiques (document PDF), in : Les Cahiers du CDS no 12, mai 2001.
- Association des anciens responsables de la fédération française de spéléologie : In Memoriam.
- André, D. (1985) : Aimé Cazal (1897 - 1985) in Spelunca (Paris), 1985 (20), page XV, 1 photographie.
- André, D. et Puel, M. (1988) : Bramabiau, l'étrangeté souterraine - imprimeri Causses et Cévennes (Millau), p. 62-63
- Salvayre, H. (1985) : La spéléologie caussenarde en deuil in Spelunca (Paris), 1985 (20).